# Młoda Gwardia (grupa literacka)
Młoda Gwardia (ros. Mołodaja gwardija) – rosyjska grupa literacka założona w Moskwie w 1922.
Grupa powstała z inicjatywy Komitetu Centralnego Komsomołu jako organizacja młodych pisarzy-komunistów. Programowo znajdowała się w kręgu Proletkultu. Należeli do niej m.in. Aleksandr Biezymienski, Aleksandr Żarow, Michaił Swietłow, Michaił Gołodny (właśc. M. Epsztejn), Iwan Doronin, Josif Utkin, Walerija Gierasimowa, Mark Kołosow, Aleksandr Isbach, Nikołaj Bogdanow. W ramach grupy debiutował też Michaił Szołochow. Z czasem część członków grupy, nie godząc się z agresywnym stosunkiem do innych grup, np. Kuznicy, założyło własne ugrupowanie Pieriewał (pol. Przełęcz). W 1923 Młoda Gwardia wstąpiła do Moskiewskiego Stowarzyszenie Pisarzy Proletariackich, a następnie do Rosyjskiego Stowarzyszenia Pisarzy Proletariackich, razem z którym przestała istnieć w 1932. W 1922 powstał miesięcznik „Młoda gwardia”, w którym publikowali członkowie grupy, a także inni pisarze, m.in. związani z LEF-em.
Twórczość Młodej Gwardii miała odzwierciedlać życie młodzieży, kształtowane zgodnie z ideologią Komsomołu. Wiersze miały często formę wierszowanych apeli i deklaracji, związanych z bieżącymi sprawami społecznymi i politycznymi.